# (6021) 1991 TM
A (6021) 1991 TM a Naprendszer kisbolygóövében található aszteroida. Robert H. McNaught fedezte fel 1991. október 1-jén.